# Alena Bulířová
Alena Bulířová, po mężu Paříková (ur. 24 grudnia 1961 w Jabloncu nad Nysą) – czeska lekkoatletka, sprinterka, medalistka halowych mistrzostw Europy. Podczas swojej kariery reprezentowała Czechosłowację.

## Kariera sportowa
Specjalizowała się w biegu na 400 metrów. Odpadła w eliminacjach tej konkurencji na halowych mistrzostwach Europy w 1983 w Budapeszcie. Nie wzięła udziału w igrzyskach olimpijskich w 1984 w Los Angeles z powodu ich bojkotu przez Związek Radziecki. Wystąpiła w zawodach Przyjaźń-84, zorganizowanych w Pradze dla lekkoatletów z państw bojkotujących igrzyska olimpijskie. Zajęła 2. miejsce w sztafecie 4 × 400 metrów i odpadła w eliminacjach biegu na 400 metrów.
Zdobyła brązowy medal w biegu na 400 metrów na halowych mistrzostwach Europy w 1985 w Pireusie, przegrywając jedynie z reprezentantkami Niemieckiej Republiki Demokratycznej Sabine Busch i Dagmar Neubauer. Startując w reprezentacji Europy zajęła 3. miejsce w sztafecie 4 × 400 metrów w zawodach pucharu świata w 1985 w Canberze (sztafeta biegła w składzie: Rosica Stamenowa, Erica Rossi, Bulířová i Jarmila Kratochvílová). Odpadła w półfinale biegu na 400 metrów na halowych mistrzostwach Europy w 1988 w Budapeszcie.
Była mistrzynią Czechosłowacji w biegu na 400 metrów w 1985, 1987 i 1988, wicemistrzynią w tej konkurencji 1984 i w sztafecie 4 × 100 metrów w 1985 oraz brązową medalistką w sztafecie 4 × 400 metrów w 1988. W hali była mistrzynią w biegu na 400 metrów w 1985 i 1988, wicemistrzynią na tym dystansie w 1982 i 1983 oraz brązową medalistką w tej konkurencji w 1980 i 1981.
Rekordy życiowe Bulířovej:
- bieg na 400 metrów – 51,79 s (14 września 1985, Praga)
- bieg na 400 metrów (hala) – 52,38 s (20 lutego 1985, Budapeszt)